# Communauté d'agglomération du Val d'Orge
La communauté d’agglomération du Val d’Orge (CAVO) est une ancienne structure intercommunale française située dans le département de l’Essonne et la région Île-de-France. 
Elle a fusionné le 1er janvier 2016 avec la Communauté de communes de l'Arpajonnais pour former la Communauté d'agglomération Cœur d'Essonne Agglomération.

## Historique
La communauté d’agglomération du Val d’Orge a été créée par arrêté du préfet du 21 novembre 2000 avec effet au 1er janvier 2001 après délibérations concordantes des six communes de Fleury-Mérogis, Morsang-sur-Orge, Sainte-Geneviève-des-Bois, Saint-Michel-sur-Orge, Villemoisson-sur-Orge et Villiers-sur-Orge, devenant la première structure intercommunale à fiscalité propre du département. 
Le 1er janvier 2003 s’ajoutaient les communes de Brétigny-sur-Orge et Le Plessis-Pâté, suivies le 1er janvier 2004 par la commune de Leuville-sur-Orge. 
En 2010, l’intercommunalité adhère au syndicat mixte Paris Métropole. Le 1er janvier 2013, l'intercommunalité est élargie à la commune de Longpont-sur-Orge.
Dans le cadre de la mise en œuvre de la loi MAPAM du 27 janvier 2014, qui prévoit la généralisation de l'intercommunalité à l'ensemble des communes et la création d'intercommunalités de taille importante, le projet de  schéma régional de coopération intercommunale de février 2015 prévoyait la création, en Essonne, d’une agglomération de plus de 500 000 habitants regroupant 48 communes, allant de l’Arpajonnais au SAN de Sénart Ville Nouvelle en Seine-et-Marne. Après concertation, ce projet a été amendé et le préfet de la région d'Île-de-France approuve le 4 mars 2015 un schéma régional de coopération intercommunale qui prévoit notamment la « fusion de la communauté d'agglomération du Val d'Orge et de la communauté de communes de l'Arpajonnais »
Cette fusion est intervenue le 1er janvier 2016, créant la nouvelle Communauté d'agglomération Cœur d'Essonne Agglomération.
Les communes de Lardy, Saint-Yon et Boissy-sous-Saint-Yon, antérieurement membres de l'Arpajonnais, ont rejoint la communauté de communes Entre Juine et Renarde,,.

## Territoire communautaire

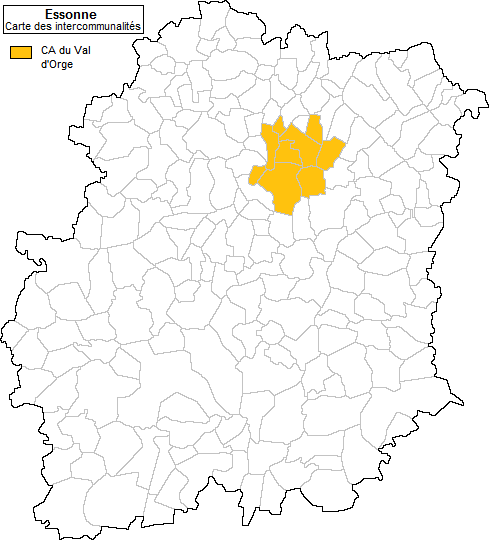
Situation de l’intercommunalité en Essonne

### Géographie
| Type d'occupation           | Pourcentage | Superficie (en hectares) |
| --------------------------- | ----------- | ------------------------ |
| Espace urbain construit     | 52.3 %      | 3 108,21                 |
| Espace urbain non construit | 11,3 %      | 669,93                   |
| Espace rural                | 36.4 %      | 2 165,34                 |
| Source : Iaurif en 2008     |             |                          |

La communauté d’agglomération du Val d’Orge est située au centre du département de l’Essonne. Son altitude varie entre trente-six mètres à Morsang-sur-Orge et cent soixante-douze mètres à Sainte-Geneviève-des-Bois.

### Composition
La communauté d’agglomération du Val d’Orge regroupait dix communes :
| Code Insee  | Commune                   | Maire                 | Nuance politique | Population  |
| ----------- | ------------------------- | --------------------- | ---------------- | ----------- |
| 91 3 04 103 | Brétigny-sur-Orge         | Nicolas Meary         | UDI              | 23 334 hab. |
| 91 2 31 235 | Fleury-Mérogis            | David Derrouet        | PS               | 9 121 hab.  |
| 91 3 04 494 | Le Plessis-Pâté           | Sylvain Tanguy        | PS               | 4 036 hab.  |
| 91 3 01 333 | Leuville-sur-Orge         | Eric Braive           | DVG              | 4 099 hab.  |
| 91 3 20 347 | Longpont-sur-Orge         | Philippe Hamon        | UDI              | 6 561 hab.  |
| 91 2 31 434 | Morsang-sur-Orge          | Marjolaine Rauze      | PCF              | 20 944 hab. |
| 91 3 25 549 | Sainte-Geneviève-des-Bois | Frédéric Petitta      | PS               | 34 195 hab. |
| 91 3 33 570 | Saint-Michel-sur-Orge     | Bernard Zunino        | UMP              | 20 046 hab. |
| 91 3 14 667 | Villemoisson-sur-Orge     | François Cholley      | DVD              | 6 950 hab.  |
| 91 3 14 685 | Villiers-sur-Orge         | Thérèse Leroux-Lamare | DVD              | 3 891 hab.  |

### Démographie
| 1968 | 1975 | 1982 | 1990 | 1999   | 2006    | 2010    |
| ---- | ---- | ---- | ---- | ------ | ------- | ------- |
| -    | -    | -    | -    | 91 540 | 126 417 | 133 177 |

### Pyramide des âges
| Hommes | Classe d’âge | Femmes |
| ------ | ------------ | ------ |
| 0,2    | 90 ans ou +  | 0,7    |
| 4,2    | 75 à 89 ans  | 6,7    |
| 10,4   | 60 à 74 ans  | 11,9   |
| 19,6   | 45 à 59 ans  | 20,1   |
| 23,4   | 30 à 44 ans  | 21,9   |
| 21,8   | 15 à 29 ans  | 19,2   |
| 20,4   | 0 à 14 ans   | 19,5   |

| Hommes | Classe d’âge | Femmes |
| ------ | ------------ | ------ |
| 0,3    | 90 ans ou +  | 0,8    |
| 4,4    | 75 à 89 ans  | 6,7    |
| 11,3   | 60 à 74 ans  | 11,9   |
| 19,9   | 45 à 59 ans  | 20,0   |
| 21,9   | 30 à 44 ans  | 21,4   |
| 20,6   | 15 à 29 ans  | 19,2   |
| 21,7   | 0 à 14 ans   | 20,0   |

## Organisation

### Siège
L'intercommunalité avait son siège à Sainte-Geneviève-des-Bois, 1 place Saint-Exupéry 

### Élus
À la suite de la réforme des collectivités territoriales de 2013, les conseillers communautaires sont élus au suffrage universel direct en même temps que les conseillers municipaux. 
Les règles de composition des conseils communautaires ayant changé, celui-ci comptait à compter de mars 2014 quarante-huit conseillers communautaires au lieu de 61, répartis sensiblement selon la taille démographique de chaque commune soit  :
| Nombre de conseillers | Communes                                                |
| --------------------- | ------------------------------------------------------- |
| 13                    | Sainte-Geneviève-des-Bois                               |
| 9                     | Brétigny-sur-Orge                                       |
| 8                     | Saint-Michel-sur-Orge et Morsang-sur-Orge               |
| 3                     | Fleury-Mérogis                                          |
| 2                     | Villemoisson-sur-Orge et Longpont-sur-Orge              |
| 1                     | Le Plessis-Pâté, Leuville-sur-Orge et Villiers-sur-Orge |

### Liste des présidents
| Période       | Période          | Identité          | Étiquette | Qualité |
| ------------- | ---------------- | ----------------- | --------- | --- |
| 2001          | juin 2008        | Pierre Champion   | PS        | Cadre territorial Maire de Sainte-Geneviève-des-Bois (1990 → 2001) Conseiller général de Sainte-Geneviève-des-Bois (1992 → 2011) Démissionnaire |
| 25 juin 2008, | 31 décembre 2015 | Olivier Léonhardt | PS        | Attaché parlementaire Maire de Sainte-Geneviève-des-Bois (2001 → 2017) Président de la CC Cœur d'Essonne Agglomération (2016 → 2017)            |

### Compétences
La communauté d’agglomération du Val d’Orge exerçait les compétences transférées par les communes dans le cadre des dispositions du code général des collectivités territoriales, et qui étaient le développement économique, l’aménagement du territoire, l’équilibre social de l’habitat et la politique de la ville, ainsi que la protection de l’environnement, la gestion des ordures ménagères, le traitement des eaux usées, la gestion et d’organisation des transports en commun et la gestion des équipements culturels et sportifs.

### Régime fiscal et budget
La communauté d'agglomération est financée par la fiscalité professionnelle unique (FPU), qui a succédé a la Taxe professionnelle unique (TPU), et qui assure une péréquation fiscale entre les communes regroupant de nombreuses entreprises et les communes résidentielles.
| Postes                                             | 2007         | 2008         | 2009         | 2010         | 2011         |
| -------------------------------------------------- | ------------ | ------------ | ------------ | ------------ | ------------ |
| Produits de fonctionnement                         | 49 156 000 € | 48 758 000 € | 61 068 000 € | 59 441 000 € | 69 175 000 € |
| Charges de fonctionnement                          | 45 276 000 € | 45 510 000 € | 55 347 000 € | 49 964 000 € | 59 346 000 € |
| Ressources d’investissement                        | 52 296 000 € | 37 133 000 € | 35 982 000 € | 40 497 000 € | 37 291 000 € |
| Emplois d’investissement                           | 45 846 000 € | 41 868 000 € | 36 606 000 € | 44 491 000 € | 42 996 000 € |
| Dette                                              | 48 560 000 € | 49 777 000 € | 49 958 000 € | 53 794 000 € | 57 736 000 € |
| Source : Ministère de l’Économie et des Finances,. |              |              |              |              |              |

### Identité visuelle
| Logotype de la communauté d’agglomération du Val d’Orge | La communauté d’agglomération du Val d’Orge s’est dotée d’un logotype. |

## Réalisations
La communauté d'agglomération a acquis en 2015 les terrains de l'ancienne base aérienne 217 de Brétigny-sur-Orge, soit 300 hectares, en vue de les viabiliser pour développer l'activité économique du secteur,.

## Pour approfondir